# Михелеу (Бихор)
Михелеу (рум. Miheleu) насеље је у Румунији у округу Бихор у општини Лазарени. Oпштина се налази на надморској висини од 247 m.

## Становништво
Према подацима из 2002. године у насељу је живело 226 становника, од којих су сви румунске националности.